# Liberaci dal male (film 2014)
Liberaci dal male  (Deliver Us from Evil) è un film del 2014 diretto da Scott Derrickson, con protagonista Eric Bana.
Oltre a Eric Bana, del cast fanno parte Édgar Ramírez, Olivia Munn, Joel McHale e Sean Harris.
Il film è ispirato a eventi realmente accaduti, raccontati nel libro Beware the Night scritto dal poliziotto newyorkese Ralph Sarchie con la collaborazione di Lisa Collier Cool.

## Trama
Il film si apre con uno scontro a fuoco in Iraq, dove i soldati Griggs, Santino e Tartner trovano e perlustrano una caverna, nella quale, dopo poche immagini confuse, li si sente urlare.  
La scena si sposta in una New York di qualche anno dopo, dove il poliziotto Ralph Sarchie trova una bambina sul fondo di un cassonetto, rimanendone sconvolto.  
In seguito, Ralph e il collega Butler ricevono una chiamata che li conduce in un appartamento, dove trovano una donna picchiata dal marito; l'uomo tenta di fuggire, ma, dopo un lungo inseguimento, Sarchie riesce ad arrestarlo e a portarlo in prigione, dove si scoprirà che l'uomo è proprio Jimmy Tartner. Qualche giorno dopo, Sarchie viene chiamato allo zoo per cercare una donna che ha gettato il figlio nel recinto dei leoni, per poi fuggire; la troverà in palese confusione mentale, mentre gratta convulsamente il suolo. 
Ad interessarsi del caso, arriva il sacerdote gesuita Mendoza, certo che la donna sia posseduta dal demonio tanto quanto l'oscuro mandante, misteriosamente legato a Sarchie. Per il poliziotto inizierà una lotta interna, contro l'ira e la razionalità, per poter esorcizzare anche i propri demoni del passato.

## Produzione
Nel settembre 2012 Scott Derrickson firma per dirigere la pellicola, basata su una sceneggiatura scritta dallo stesso Derrickson con Paul Harris Boardman. Jerry Bruckheimer produce il film attraverso la sua casa di produzione Jerry Bruckheimer Films.
Inizialmente il ruolo del protagonista venne proposto a Mark Wahlberg, ma dopo il rifiuto di questi la parte venne affidata a Eric Bana.
Con il titolo Beware the Night, poi cambiato in Deliver Us from Evil, le riprese del film hanno avuto luogo a New York tra i mesi di giugno e luglio del 2013. Ad agosto la produzione si è spostata a Abu Dhabi

## Distribuzione
Il film è stato distribuito nelle sale cinematografiche statunitensi il 2 luglio 2014, e in quelle italiane il 20 agosto dello stesso anno.